# Parlamentswahl in Nordkorea 2014
Die Parlamentswahl in Nordkorea 2014 war die Wahl zur 13. Obersten Volksversammlung der Demokratischen Volksrepublik Korea. Sie fand am 9. März statt und war die erste Parlamentswahl in Nordkorea, seit Kim Jong-un am 29. Dezember 2011 zum „Obersten Führer“ der Demokratischen Volksrepublik Korea ausgerufen wurde. Der Wahltermin wurde am 8. Januar 2014 von der staatlichen Nachrichtenagentur KCNA bekannt gegeben.
Von Beobachtern außerhalb des Landes wurde die Wahl als Scheinwahl kritisiert.

## Wahlsystem
Wie schon bei der letzten Wahl vom 8. März 2009 war nur die Demokratische Front für die Wiedervereinigung des Vaterlandes zur Wahl zugelassen. In jedem der 687 nordkoreanischen Wahlkreise stand nur ein Kandidat zur Wahl. Wähler konnten auf dem Stimmzettel für oder gegen diesen Kandidaten stimmen.
Der nordkoreanische Staatschef Kim Jong-un, Generalsekretär der Partei der Arbeit Koreas, trat im Wahlkreis „Paektu-Berg“ Nr. 111 an.
Alle Nordkoreaner hatten die Pflicht, zur Wahl zu gehen. Wähler, die wegen ihres Alters oder einer Krankheit nicht in der Lage sind, zum Wahllokal zu gehen, konnten ihren Stimmzettel in eine mobile Wahlurne stecken.

## Ergebnis
Kim Jong-un erhielt bei Beteiligung aller Wahlberechtigten 100 Prozent der Stimmen und ist somit in die 13. Oberste Volksversammlung gewählt worden.
Insgesamt wurden 687 Abgeordnete gewählt. Die Wahlbeteiligung betrug nach offiziellen Angaben 99,97 Prozent. Bei der letzten Wahl 2009 betrug die Wahlbeteiligung Regierungsangaben zufolge 99,98 Prozent.
| Koalition                                                     | Partei                                 | Stimmen | Sitze |
| ------------------------------------------------------------- | -------------------------------------- | ------- | ----- |
| Demokratische Front für die Wiedervereinigung des Vaterlandes | Partei der Arbeit Koreas               | 100,00% | 607   |
| Demokratische Front für die Wiedervereinigung des Vaterlandes | Koreanische Sozialdemokratische Partei | 100,00% | 50    |
| Demokratische Front für die Wiedervereinigung des Vaterlandes | Chondoistische Ch’ŏngu-Partei          | 100,00% | 22    |
| Demokratische Front für die Wiedervereinigung des Vaterlandes | Parteilose                             | 100,00% | 8     |
| Total                                                         | Total                                  | 100,00% | 687   |
| Wahlbeteiligung: 99,97%                                       |                                        |         |       |

## Abgeordnete
Am 11. März 2014 wurden die Namen der Abgeordneten der 13. Obersten Volksversammlung von der staatlichen Nachrichtenagentur KCNA veröffentlicht. Neben Kim Jong-un stand auch seine Tante Kim Kyŏng-hŭi dieses Jahr wieder auf der Abgeordnetenliste, was darauf hinweist, dass sie trotz politischer Säuberung und der Hinrichtung ihres Ehemannes Jang Song-thaek im Dezember 2013 an der Macht und am Leben bleibt. Einige andere Familienmitglieder und enge Mitarbeiter Jangs sind schon von der Säuberung betroffen worden, deren Namen fehlen auf der Liste. Ausnahmen sind Ji Jae-Ryong, ehemaliger nordkoreanischer Botschafter in China, und Kim Yang-Gon, hoher Funktionär der PdAK. Wiedergewählt wurde außerdem Vizemarschall der Koreanischen Volksarmee Choe Ryong-hae, Ministerratsvorsitzender Pak Pong-ju, Staatssicherheitsminister Kim Won-hong, Volkssicherheitsminister Choe Pu-il und Verteidigungsminister Jang Jong-nam.